# Villefranche, Yonne
Villefranche là một xã của Pháp,tọa lạc ở tỉnh Yonne trong vùng Bourgogne.

## Hành chính
| Danh sách các thị trưởng |                   |                                          |      |         |
| Giai đoạn                | Giai đoạn         | Tên                                      | Đảng | Tư cách |
| 1789                     | 1791              | Luc Leriche                              |      |         |
| 1791                     | 1800              | Louis Carré                              |      |         |
| 1800                     | 1827              | Pierre Guillemineau                      |      |         |
| 1828                     | 1831              | Edmé Hattier                             |      |         |
| 1831                     | tháng 11 năm 1840 | Étienne Hippolyte Guillemineau           |      |         |
| tháng 3 năm 1841         | tháng 9 năm 1843  | Charles Alexandre Bénard                 |      |         |
| tháng 9 năm 1843         | tháng 11 năm 1851 | Jean Louis Philippe Archambault Beullard |      |         |
| tháng 11 năm 1851        | tháng 1 năm 1852  | Edme Moreau                              |      |         |
| tháng 1 năm 1852         | tháng 6 năm 1856  | Charles Alexandre Bénard                 |      |         |
| tháng 9 năm 1856         | tháng 9 năm 1861  | Jean Louis Philippe Archambault Beullard |      |         |
| tháng 11 năm 1861        | tháng 11 năm 1865 | Louis Martin Delarue                     |      |         |
| tháng 11 năm 1865        | tháng 9 năm 1870  | Edme Moreau                              |      |         |
| tháng 7 năm 1871         | tháng 3 năm 1874  | Alphonse Miracle Rosse                   |      |         |
| tháng 3 năm 1874         | tháng 1 năm 1878  | Charles Alexandre Bénard                 |      |         |
| tháng 1 năm 1878         | tháng 4 năm 1900  | Alphonse Miracle Rosse                   |      |         |
| tháng 5 năm 1900         | tháng 4 năm 1907  | Louis Eugène Cachon                      |      |         |
| tháng 4 năm 1907         | tháng 5 năm 1908  | Eugène Louis Giroux                      |      |         |
| tháng 6 năm 1908         | 30                | Henri Auguste Gache                      |      |         |
| tháng 11 năm 1924        | 1                 | Paul Émile Séverin Alix Beullard         |      |         |
| tháng 2 năm 1928         | tháng 1 năm 1933  | Charles Édouard Carrignon                |      |         |
| tháng 4 năm 1933         | tháng 10 năm 1944 | Gustave Émile Mangault                   |      |         |
| tháng 12 năm 1944        | tháng 10 năm 1947 | Émile Daniel Auberger                    |      |         |
| 19                       | 5                 | Jean Auguste Laroche                     |      |         |
| août 1955                | tháng 4 năm 1959  | Raymond Prévost                          |      |         |
| tháng 4 năm 1959         | tháng 3 năm 1965  | Marie Rosalie Blanche Aubry              |      |         |
| tháng 5 năm 1965         | 2                 | Raymond Prévost                          |      |         |
| tháng 4 năm 1968         | tháng 5 năm 1995  | Roland André Grandjean                   |      |         |
| tháng 6 năm 1995         | 2008              | Jean-Daniel Meunier                      |      |         |
| 2008                     | En cours          | Serge Moreau                             |      |         |

## Thông tin nhân khẩu
| Năm | 1962 | 1968 | 1975 | 1982 | 1990 | 1999 |
| --- | ---- | ---- | ---- | ---- | ---- | ---- |
| Dân số | 562  | 605  | 574  | 537  | 519  | 512  |
| From the year 1962 on: No double counting—residents of multiple communes (e.g. students and military personnel) are counted only once. |      |      |      |      |      |      |

## Notes et références
1. ↑  "Les maires de Villefranche-Saint-Phal". http://www.francegenweb.org/mairesgenweb/. Truy cập ngày 29 tháng 3 năm 2025. {{Chú thích web}}: Kiểm tra giá trị ngày tháng trong: |ngày truy cập= (trợ giúp); Liên kết ngoài trong |website= (trợ giúp)
2. ↑  Site personnel présentant Villefranche